# Warneticaris
Warneticaris is een geslacht van uitgestorven kreeftachtigen uit de klasse van de Malacostraca (hogere kreeftachtigen).

## Soorten
- Warneticaris cenomanensis (Tromelin, 1874) †
- Warneticaris cornwallisensis (Copeland, 1960) †
- Warneticaris grata (Chlupáč, 1984) †